# Michael Jackson's Ghosts
Michael Jackson's Ghosts là bộ phim ngắn với sự tham gia của Michael Jackson, đồng viết kịch bản với Stephen King và được đạo diễn bởi Stan Winston. Đây cũng có thể được gọi là một video âm nhạc dài. Nó được quay và công chiếu lần đầu vào năm 1996 và được phát hành cùng với vài bản in của bộ phim Thinner. Nó đã được phát hành rộng rãi vào một năm sau đó trên toàn cầu dưới dạng Đĩa lade, VHS và Video CD. Jackson đóng tổng cộng 5 vai diễn trong bộ phim.
Bộ phim kể về câu chuyện của một người có sức mạnh siêu nhiên đáng kinh ngạc, người đang bị buộc phải ra khỏi một thị trấn nhỏ bởi thị trưởng nơi đây, là một người đàn ông béo phì đầy kiêu ngạo khiến người xem liên tưởng đến Thomas Sneddon (công tố viên chính trong vụ cáo buộc lạm dụng tình dục trẻ em tai tiếng của Michael Jackson trước đó 3 năm). Bộ phim bao gồm một loạt các điệu nhảy được thực hiện bởi Jackson và "gia đình" quỷ. Các bài hát từ bộ phim được lấy từ album của nam ca sĩ: HIStory: Past, Present and Future, Book I và Blood on the Dance Floor: HIStory in the Mix.

## Ca khúc trong phim
- "2 Bad (phiên bản phim)"
  - Lấy từ HIStory: Past, Present and Future, Book I
- "Is It Scary (phiên bản phim)"
  - Lấy từ Blood on the Dance Floor: HIStory in the Mix
- "Ghosts"
  - Lấy từ Blood on the Dance Floor: HIStory in the Mix

## Deluxe Collector Box Set

### On the Line
Bài hát "On the Line" được đồng sáng tác và sản xuất bởi Jackson và Babyface. Ban đầu nó được ghi lại bởi Jackson cho bộ phim Get on the Bus của Spike Lee (1996), nhưng nó đã không được giới thiệu trong phần nhạc phim. Vì "On the Line" là bài hát chính của đĩa đơn này, nên các fan thường gọi chúng là Limited Edition Minimax CD "On the Line".
Phiên bản dài đầy đủ của ca khúc được phát hành vào ngày 16 tháng 11 năm 2004 như một ca khúc trong album của hộp nhạc phiên bản giới hạn - The Ultimate Collection.

### Danh sách track
- Limited Edition Minimax CD (EPC 665268 2)[5]

1. On the Line - 4:37
2. Ghosts (Mousse T's Radio Rock Singalong Remix) - 4:25
3. Is It Scary (DJ Greek's Scary Mix) - 7:12